# 王明口镇
王明口镇，是中华人民共和国河南省周口市項城市下辖的一个乡镇级行政单位。

## 行政区划
王明口镇下辖以下地区：
王明口村、邢集村、陈州营村、孔庄村、张吴楼村、袁寨村、侯庄村、赵公桥村、田庄村、闫寨村、贾楼村、李庄村、大于庄村、胡寨村、黄许营村、苗庄村、小孙寨村、田老家村、闫湾村、王家寨村、方庄村、柳杭村、牛滩村、三官庙村、咬子头村和王老庄村。

## 参看
- 袁寨村 (项城)